# المحقنة (المضاربة والعارة)

تعديل مصدري - تعديل

المحقنة هي إحدى قرى عزلة المضاربة بمديرية المضاربة والعارة التابعة لمحافظة لحج، بلغ تعداد سكانها 139 نسمة حسب تعداد اليمن لعام 2004.